# Grant Davies
Grant Davies (11 settembre 1963) è un canoista australiano.
Alle Olimpiadi di Seul 1988 ha vinto una medaglia d'argento nel K1 1000 m.

## Palmarès
- Olimpiadi
  - Seul 1988: argento nel K1 1000 m.